# Гинденбург, Карл Фридрих
Карл Фридрих Гинденбург (нем. Carl Friedrich Hindenburg; 13 июля 1741, Дрезден — 17 марта 1808, Лейпциг) — немецкий математик, физик, философ, профессор, педагог, ректор Лейпцигского университета. Член Прусской академии наук (1806). Иностранный почётный член Санкт-Петербургской академии наук (с 1794).

## Биография
Получил домашнее образование. С 1757 года изучал медицину, философию, физику, математику, эстетику и классические языки в Лейпцигском университете. В 1771 году получил степень магистра в университете Лейпцига.
В 1781 году Гинденбург был назначен профессором философии в Лейпцигском университете. В 1786 году — профессором физики в после защиты докторской диссертации о водных насосах. Был деканом Лейпцигского университета, в 1792 — ректором университета. на 5 августа 1806 года [2]

## Научная деятельность
Основные направления научной деятельности — комбинаторика и вероятность.
Известны его работы по умножению и возведению рядов в рациональную степень, а также по алгебре. В 1778 году издавал серию работ по комбинаторике, в частности, вероятности, формул для высших дифференциалов. Работал над обобщением бинома Ньютона. Оказал большое влияние на работы Кристофа Гудермана в области аналитического продолжения степенного ряда, ставшего со временем фундаментом его теории аналитических функций.
Был основателем и руководителем т. н. комбинаторной школы в математике, издавал «Собрания комбинаторно-аналитических статей».